# Dasycrotapha speciosa
Dasycrotapha speciosa là một loài chim trong họ Zosteropidae.